# Chorebus tripartitus
Chorebus tripartitus är en stekelart som först beskrevs av Maximilian Spinola 1851.  Chorebus tripartitus ingår i släktet Chorebus och familjen bracksteklar. Inga underarter finns listade i Catalogue of Life.